# Еміль Лахуд
Еміль Джаміль Лахуд (араб. اميل لحود; нар. 12 січня 1936, Бейрут, Ліван) — ліванський військовик і політик, президент Лівану (1998—2007).

## Біографія
Народився 1936 року в місті Баабдат (район Північний Метні, провінція Гірський Ліван) у родині християн-маронітів, по батькові — араб, а його мати мала вірменське коріння. За часів громадянської війни воював на боці Мішеля Ауна. Заручившись підтримкою Сирії, вибудував кар'єру аж до президента Лівану. 15 жовтня 1998 року на сесії парламенту Лівану його обрали президентом. За Лахуда проголосували всі 118 присутніх у залі засідань парламенту депутатів (зі 128 депутатів парламенту). Вступив на посаду 24 листопада 1998 року.
23 листопада 2007 року склав з себе повноваження.

## Нагороди
- Орден «За заслуги» особливого класу
- Орден «За заслуги» 1 класу (1988)
- Орден «За заслуги» 2 класу
- Орден «За заслуги» 3 класу
- Велика стрічка Національного ордена Кедра (1993)
- Великий офіцер Національного ордена Кедра
- Офіцер Національного ордену Кедра (1989)
- Кавалер Національного ордена Кедра (1983)
- Командор ордена Почесного легіону (Франція, 1996)
- Великий офіцер ордена «За заслуги перед Італійською Республікою» (Італія, 1997)
- Орден «Намисто Нілу» (Єгипет, 2000)